# Vika Falileeva
Vika Falileeva (1992) es una modelo rusa.

## Vida y carrera
Falileeva nació en la ciudad siberiana de Irkutsk en Rusia en 1992. Comenzó una farrera en el modelaje a los 16 años. En julio de 2010 durante la Haute Couture Fashion Week en París, Francia, apareció en la revista Elie Saab. En 2010 firmó un contrato con la agencia Ford Models y en septiembre desfiló para Gianfranco Ferre, Jil Sander, Vera Wang, y Moschino en Nueva York y Milán tras aparecer en el evento de primavera de Givenchy en París un mes después.

### 2011
En febrero de 2011 participó en los eventos de Philosophy di Alberta Ferretti y Giorgio Armani en Nueva York y Milán y en julio de ese mismo año apareció en la portada de Amica Italia. Ese año acaba su contrato con Ford Models y firma con la agencia DNA. En septiembre de 2011 su carrera despegó; ha modelado para Alexander Wang, Tommy Hilfiger, Marc Jacobs, Michael Kors, Oscar de la Renta y Rodarte. Ese mismo mes cerró el evento de Giorgio Armani, desfiló otra vez para Jil Sander, y luego modeló para Louis Vuitton y Bottega Veneta como también para Dolce & Gabbana, Rochas, y Valentino.

### 2012
En 2012 apareció en un anuncio de Blumarine, y en febrero de ese año apareció en las versiones británica y japonesa de Vogue. En julio de 2012 pasó tiempo en Hôtel Ritz Paris junto a otra modelos: Zuzanna Bijoch, Ella Kandyba, Nimue Smit, Lindsey Wixson, Stef Van der Laan, Elza Luijendijk, Aymeline Valade, Anna Selezneva, Kate King, Karlie Kloss, y Ginta Lapiņa.

### 2015, 2016 y 2017
El 8 de diciembre de 2015 Vika Falileeva y Hana Jirickova aparecieron en un póster de H&M. En mayo de 2016 figuró en la portada de Allure Rusia. En 2017 fue fotografiada por Sergi Pons para el periódico El País. En octubte de 2017 participó eb la New York Bridal Fashion Week.